# Aarne Saarinen

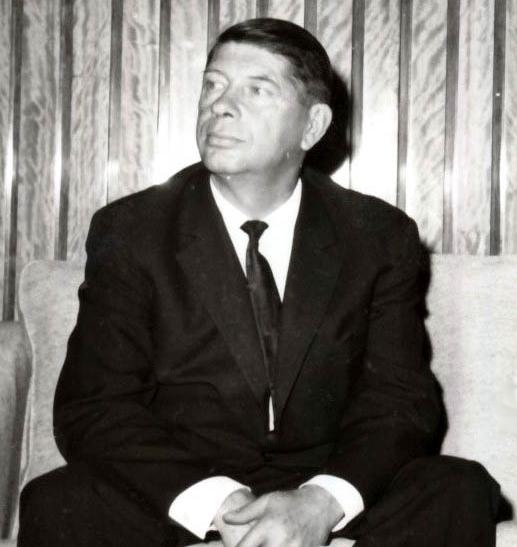
Aarne Saarinen

Aarne Armas Saarinen (* 5. Dezember 1913 in Degerby, Siuntio; † 13. April 2004 in Helsinki) war ein finnischer kommunistischer Politiker und Gewerkschafter. Er war von 1966 bis 1982 Vorsitzender der Kommunistischen Partei Finnlands.

## Leben
Saarinen kam in einer Arbeiterfamilie in Siuntio zur Welt, eine vorherrschend schwedisch sprechende, ländliche Gemeinde westlich von Helsinki. Saarinens Vater war ein Steinschleifer, der sich zum Ende des finnischen Bürgerkriegs 1918 den Roten Garden anschloss und anschließend nach Sowjetrussland floh. Er kehrte jedoch bald nach Finnland zurück und wurde für kurze Zeit in einem Gefangenenlager inhaftiert. 1927 zog die Familie nach Helsinki, wo Saarinen seine schwedischsprachige Ausbildung abschloss, die er in Siuntio begonnen hatte. Bei seiner Ankunft in Helsinki sprach Saarinen praktisch kein Finnisch, er musste die finnische Sprache erst aus Büchern erlernen. Von 1932 bis 1945 war er als Steinmetz tätig. 1933 heiratete Saarinen, seine Ehe dauerte mehr als sechzig Jahre bis zum Tode seiner Frau, Helmi. Mit ihr hatte er drei Kinder. 1934 schloss sich Saarinen dem Zweig der Steinmetze in der Bauarbeitergewerkschaft an und begann die nunmehr illegale KP Finnlands (finnisch Suomen kommunistinen puolue, SKP) zu unterstützen. Die Partei war zusammen mit allen weiteren kommunistischen Organisationen 1930 verboten worden und arbeitete im Untergrund. 1938 wurde Saarinen Gewerkschaftssekretär für seinen Berufszweig.
Am Ende des Winterkrieges (1939–1940) zwischen Finnland und der Sowjetunion kämpfte Saarinen an der Front in einem finnischen Regiment. Saarinen diente Finnland ab 1941 auch im Fortsetzungskrieg und kehrte erst nach dem Waffenstillstand im September 1944 nach Hause zurück.
Saarinen schloss sich 1944 der legalisierten SKP an und wurde 1945 Funktionär der Bauarbeitergewerkschaft. 1951/52 studierte Saarinen am Sirola-Institut der SKP. Von 1952 bis 1954 war Saarinen Generalsekretär der Internationalen Vereinigung der Gewerkschaft Bau Holz und zugleich stellvertretender Generalsekretär des Weltgewerkschaftsbundes. Von 1954 bis 1966 war er schließlich Vorsitzender der Bauarbeitergewerkschaft Finnlands. Unter dem Vorsitz Saarinens stieg die Mitgliederzahl von 27000 auf über 60000. Zudem konnte er ein Pensionssystem für Arbeiter mit Kurzzeitverträgen durchsetzen.
1962 wurde Saarinen zum ersten Mal für die Demokratische Union des Finnischen Volkes (finnisch Suomen kansan demokraattinen liitto, SKDL) ins Parlament gewählt (bis 1970, erneut 1972–1983). Anfang 1966 wurde Saarinen zum Vorsitzender der SKP gewählt. Der Konflikt innerhalb der SKP brach kurz nach dem Parteitag offen aus, als sich die SKP der Mitte-Linksregierung unter dem Sozialdemokraten Rafael Paasio anschloss. Die Verfechter einer Oppositionspolitik unter Taisto Sinisalo – nach ihm auch als „Taistoisten“ bezeichnet – repräsentierten die orthodox kommunistische, moskautreue Minderheit in der Partei, während die Mehrheit unter Saarinen eurokommunistische Positionen vertrat. So wurde das sowjetische Eingreifen in der Tschechoslowakei 1968 von Saarinen öffentlich – unter anderem im Fernsehen – kritisiert, während die Taistoisten das sowjetische Eingreifen begrüßten. Saarinen zog seine Kritik auch dann nicht zurück, als er vom sowjetischen Botschafter in Helsinki, Andrei Kowalew, eindringlich darum gebeten wurde. 1969 reisten beide, Saarinen und Taisto Sinisalo, nach Moskau. Auf dem Parteitag 1970 wurde Saarinen im Amt bestätigt, Sinisalo zum Zweiten Vorsitzenden gewählt. Saarinen war stets um die Einheit der SKP bemüht, eine Spaltung der Partei konnte unter seinem Vorsitz vermieden werden.
Nach seinem Rücktritt als Parteivorsitzender im Mai 1982 schrieb Saarinen für die SKDL-Zeitung Kansan Uutiset (dt. „Volksnachrichten“). Er veröffentlichte zudem zwei Bände mit Lebenserinnerungen.
Von 1962 bis 1970 und von 1972 bis 1983 gehörte Saarinen dem Stadtrat von Helsinki an.
1962, 1968, 1978 und 1982 war er Mitglied des Wahlmännergremiums für die Präsidentschaftswahl. Saarinen war ferner jahrelanges Mitglied des Vorstandes der Zentralorganisation der Finnischen Gewerkschaften (finnisch Suomen Ammattiliittojen Keskusjärjestö, SAK).

## Werke
- Yhteistyön viitat ja karikot. 1973
- Suomalaisen kommunistin kokemuksia. 1984
- Kivimies. 1994